# Basetxea
Basetxea ('Caserío' en euskera) es un concurso de telerrealidad en el que sus participantes conviven y compiten en pruebas de diferente intensidad física y/o psíquica hasta que, al final de su permanencia, uno de ellos se proclama ganador, con un premio final de 18.000 euros. Fue producido por Hostoil, la filial vasca de Globomedia, para el canal de televisión ETB 1.

## Formato
Durante los doce programas que dura el concurso, los participantes deben poner a prueba su capacidad para convivir y su habilidad en diferentes pruebas para que el mejor de ellos se lleve el gran premio final. El programa tiene lugar en una casa rural donde los concursantes conviven a la largo de cuarenta días naturales, que en la primera edición se transformaron en doce programas de primetime semanal. Los participantes de Basetxea tienen que superar todo tipo de pruebas: eliminatorias, de resistencia, psíquicas y las votaciones de sus compañeros. Hasta las propias rutinas de la casa se pueden convertir en la perdición o la salvación de los concursantes.

## Primera edición: Basetxea (2002)
El concurso se desarrolló en Busturia, Vizcaya. Ocho participantes (cuatro hombres y cuatro mujeres) convivieron y compitieron en pruebas de diferente intensidad física y/o psíquica hasta que, al final de su permanencia, uno de ellos se proclama ganador, con un premio final de 18.000 euros.

## Segunda edición: Basetxea 2 (2002)
El concurso se desarrolló en Echalar, Navarra.

### Participantes
- Edurne Mitxeo (58%)
- Jokin (42%)
- Iñigo Aizpurua
- Ane (3.ª)
- Itziar Sáez
- Berta Toro (6.ª contra Edurne)
- Igor Urraca
- Judas Arrieta (5º contra Edurne)
- Martín Uranga
- Edurne (4.ª contra Ane)
- Ager Yurrebaso (perdió contra Martín Uranga)

## Tercera edición: Basetxea Isaba (2003)
El concurso se desarrolló en Isaba, Navarra.

### Participantes
- Ander Zearra (63%)
- Irene (37%)
- Oihana
- Joxean
- Jon
- Unai (6º contra Joxean)
- Anibal (7º contra Jon)

## Cuarta edición: Basetxea 45.º (2003)
El equipo se trasladó al desierto de los Monegros en Aragón, donde se grabó la cuarta edición. Esto supuso un cambio de temperatura de unos 60 grados en poco tiempo; ya que en el desierto tuvieron que vivir a temperaturas superiores a los 45 grados centígrados. El programa fue emitido del 15 de julio de 2003 al 19 de agosto del mismo año.

### Participantes
- Xaibor
- Julen Fernández
- Ane
- Igor
- Joxe
- Iratxe
- Ibai (8º contra Igor)

## Quinta edición: Basetxea K (2004)
El concurso Basetxea K quiso reflejar el estilo de vida de principios del siglo XX. Doce personas participaron en este programa presentado por Julian Iantzi, que se grabó en un remoto paraje del valle de Carranza, Vizcaya.
A diferencia de anteriores ediciones, el programa contó por primera vez con dos equipos: Villanos y Monchinos. Los nombres de los equipos pertenecen a razas de animales autóctonos de este valle, el perro villano y la vaca monchina. Seis concursantes formaron cada uno de los equipos, que contó también con un capitán que era inmune a las nominaciones para abandonar el programa y cuya opinión resultaba decisiva en algunos momentos.
En cuanto a escenarios, los equipos se movieron entre dos lugares desde un principio: la casa y el bosque. Mientras un equipo estuviera en la casa, el otro viviría en el bosque. El cambio de un lugar a otro estaaba relacionado con ganar las pruebas que les ponía la organización.
El bosque, escabroso y oscuro, no es el lugar más cómodo para vivir, por lo que tuvieron que apelar a la imaginación para convertirlo en un lugar más atractivo. Pero la casa tampoco era una alternativa mucho mejor, ya que además de estar casi en ruinas resultaba muy fría. De hecho, uno de los quehaceres de los concursantes consistía en reformar la casa completamente.

### Participantes
| Concursantes               | Residencia | Edad    | Ocupación                       | Clasificación |
| -------------------------- | ---------- | ------- | ------------------------------- | ------------- |
| Diego Riaño                | Irún       | 24 años | Empleado de cantera             | Ganador       |
| Nikasio Rezola             | Oyarzun    | 48 años | Dependiente                     | 2º finalista  |
| Iñaki Tello                | Lazcano    | 28 años | Mecánico de automoción y modelo | 3º finalista  |
| Ibon Urkijo                | Bilbao     | 33 años | Carpintero                      | 9º expulsado  |
| Oihana Mondejar            | Urrechu    | 28 años | Monitora de fitness             | 8.ª expulsada |
| Laura Irizar "Lau"         | Mondragón  | 19 años | Estudiante de periodismo        | 7.ª expulsada |
| Andoni Manterola "Zakillo" | Zumaya     | 27 años | Enfermero                       | 6º expulsado  |
| Laura Eizagirre            | Zumaya     | 25 años | Camarera                        | 5.ª expulsada |
| Idoia Pagadizabal          | Irún       | 29 años | Asistenta ferroviaria           | 4.ª expulsada |
| Joseba Fernández           | Lezama     | 18 años | Estudiante                      | 3º expulsado  |
| Itziar Irureta             | Elgóibar   | 31 años | Agricultora                     | 2.ª expulsada |
| Amaia Lorence              | Tolosa     | 29 años | Camarera                        | 1.ª expulsada |

## Sexta edición: Basetxea Taberna (2005)
El espíritu de la sexta edición del exitoso concurso producido por Globomedia para Euskal Telebista fue bien distinto a los anteriores. En esta ocasión, los participantes tuvieron que gestionar un bar situado en el Casino de Deva. La nueva variante del reality siguió los pasos del formato El bar y se emitió entre mayo y junio de 2005.
Los participantes tuvieron que adecentar el establecimiento para su posterior gestión, ya que el local llevaba mucho tiempo cerrado, para lo que fue necesario limpiarlo, pintarlo y acondicionarlo antes de abrir sus puertas al público el 19 de marzo de 2005.
Esta era otra de las novedades de Basetxea Taberna. Cualquier ciudadano podía acercarse al bar para degustar un menú del día, tomarse una copa o disfrutar de alguna actuación musical o de otro tipo. Los concursantes se las tuvieron que apañar para sacar adelante el negocio, administrar el dinero, hablar con los proveedores, hacer las compras, cocinar la comida, etc.
Los concursantes mostraron así su habilidad detrás de la barra, moviéndose entre pucheros y conviviendo con sus compañeros. Todos ellos lucharon por un mismo objetivo: obtener el premio final, que consistía en la recaudación total de los 36 días que ese local permanecería abierto al público.

### Casting
La selección de concursantes para el nuevo reality Basetxea Taberna tuvo un récord de participación, al ser el casting más numeroso hasta entonces del formato Basetxea. Entre las 256 personas, se presentaron personas del mundo de la hostelería, pero también aspirantes que nunca antes habían pisado una cocina. El proceso contó con la participación de hombres y mujeres de todas las edades y procedentes de diversas localidades de Euskal Herria.
De entre todos ellos, los responsables del programa eligieron a catorce aspirantes; siete de ellos pasarán a concursar directamente y las otras siete serán suplentes, que irán accediendo en lugar del concursante eliminado, tal como ha sucedido en las ediciones anteriores de este programa.

### Participantes
- Nagore Andraka (ganadora)
- Agurtzane Barandarain Cué (segundo lugar)
- Argoitz Osotogari Hernán
- Asier Bernal Berritz
- Beatriz Kortajarena de Melk
- Haritz Arcelus Arrieta
- Ibon Rekarte Fernández
- Idoia Gorriz Ostoki
- Ilitz Galdeano Malpaso
- José Luis Gonetxea Arnaiz
- Maite Lekumberri Saiz
- Mikel Herrán Aneiros
- Onditz Arkonada Lopetegi
- Yoli Muzkiz de Cos
- Tiburcio Gómez Larrumbe

## Séptima edición: Basetxea Gori-Gori (2005)
Presentado por Julian Iantzi, en esta ocasión recreaba las duras condiciones de vida de los mineros de principios del siglo XX. El concurso se desarrolló en la zona minera del noroeste de Musques, Vizcaya. El ganador se llevaría 18 000 € y un viaje a Cancún. Se emitió de noviembre de 2005 a enero de 2006.

### Participantes
- Aitor Castro
- Aitor Dorronsoro
- Aitor Iriondo
- Aitziber Mayo
- Amagoia La Cruz
- Amaia Gobilla
- Amaia Puertas
- Ane Nevado
- Aritz Laka
- Egoitz Garmendia
- Garaxi Lurburu
- Iñaki Sáenz
- Jabier Abrisketa
- Kepa Uriarte
- Nagore Arteaga
- Ziortza Ulaiza

## Octava edición (2007)
Datos de la edición desconocidos.

## Novena edición (2008)
La novena edición de Basetxea fue una producción de Hostoil para Euskal Telebista, que se emitió todos los jueves, en ETB 1, presentado por Julian Iantzi, desde el 1 de mayo de 2008 hasta el 28 de julio del mismo año.
En esta ocasión, el programa se desplazó hasta Álava, para rodar en la Sierra de Encía, cerca de Salvatierra. La gran novedad de esta entrega fue la identidad de algunos de sus concursantes, ya que uno de los equipos estuvo formado por antiguos participantes de otras ediciones. Se trató, por tanto, de una edición "All-Stars", algo típico en otros formatos internacionales pero que en España todavía no se había hecho.
Los exparticipantes se enfrentaron a un equipo de nuevos aspirantes, todos anónimos, en una aventura en la que ambos grupos tuvieron que emular ser pastores de ovejas en la sierra de Encía. Los supervivientes sufrieron las penurias habituales y propias de este concurso, como el frío, el hambre, las pruebas y las nominaciones; pero además, debieron cuidar de su rebaño de ovejas. Los "pastores" recibieron una dieta en metálico por cada día de supervivencia y el ganador final disfrutaría de un premio extra consistente en un viaje de ensueño.

### Participantes
| Concursante                  | Edad    | Residencia   | Equipo                 | Semanas como jefes                            | Clasificación       |
| ---------------------------- | ------- | ------------ | ---------------------- | --------------------------------------------- | ------------------- |
| Aitor Sudupe Osinalde        | 26 años | Azcoitia     | Ankerrak / Unificación | 10.ª                                          | Ganador             |
| Amaia Puertas                | 31 años | Hernani      | Ankerrak / Unificación | 1.ª, 2.ª, 3.ª, 4.ª, 5.ª, 6.ª, 7.ª, 8.ª y 12.ª | 2.ª finalista       |
| Imanol Etxebarria Mendizabal | 36 años | Ochandiano   | Latxak / Unificación   | 1.ª, 2.ª, 3.ª, 4.ª, 5.ª, 6.ª, 7.ª, 8.ª y 11.ª | 3.er finalista      |
| Ziortza Fernández Sánchez    | 22 años | Lequeitio    | Latxak / Unificación   | Nunca                                         | 12.ª eliminada      |
| Ainara Letxuga Jiménez       | 29 años | Musques      | Latxak / Unificación   | 9.ª                                           | 11.ª eliminada      |
| Silwia Blaszyk               | 28 años | Bilbao       | Latxak / Unificación   | Nunca                                         | 10.ª eliminada      |
| Eider Gorostiaga             | 20 años | Yurre        | Ankerrak / Unificación | Nunca                                         | 9.ª eliminada       |
| Amagoia La Cruz Ruiz         | 21 años | Berango      | Ankerrak               | Nunca                                         | 8.ª eliminada       |
| Olatz Aldasoro Balerdi       | 22 años | Ibarra       | Latxak                 | Nunca                                         | 7.ª eliminada       |
| Egoitz Bengoetxea            | 21 años | Mundaca      | Latxak                 | Nunca                                         | 6º eliminado        |
| Ibai Abajo                   | 27 años | Orduña       | Ankerrak               | Nunca                                         | 5º eliminado        |
| Aitor Aurrekoetxea López     | 30 años | Munguía      | Ankerrak               | Nunca                                         | Abandono voluntario |
| Idoia Larrañaga              | 53 años | Elorrio      | Ankerrak               | Nunca                                         | Abandono voluntario |
| Josu Etxarri Eskalada        | 28 años | Intxaurrondo | Latxak                 | Nunca                                         | 4º eliminado        |
| Roberto Garay Mierñako       | 26 años | Sopelana     | Latxak                 | Nunca                                         | 3.er eliminado      |
| Aritz Ruiz Gandiaga          | 30 años | Basauri      | Latxak                 | Nunca                                         | 2º eliminado        |
| Antxon Urbina                | 40 años | Irún         | Ankerrak               | Nunca                                         | 1.er eliminado      |
| Nikasio Rezola               | 52 años | Oyarzun      | Ankerrak               | Nunca                                         | Abandono voluntario |

Los miembros del equipo Latxak eran participantes seleccionados en el casting, mientras que el equipo Ankerrak estaba conformado por los siguientes ex-concursantes de otras ediciones:
- Basetxea 45º: Aitor Sudupe Osinalde e Ibai Abajo.
- Basetxea K: Antxon Urbina y Nikasio Rezola.
- Basetxea Taberna: Idoia Markesa de Katxarro.
- Basetxea Gori-Gori: Aitor Aurrekoetxea López, Amagoia La Cruz Ruiz, Amaia Puertas y Eider Gorostiaga.

### Audiencia
| Fecha      | Episodio    | Características del Programa                                    | Espectadores | Share |
| ---------- | ----------- | --------------------------------------------------------------- | ------------ | ----- |
| 01/05/2008 | Episodio 1  | Presentación y selección de los equipos.                        | 29.000       | 4,2%  |
| 08/05/2008 | Episodio 2  | 1.ª nominación, expulsión de Antxon y abandono de Nikasio.      | 30.000       | 3,4%  |
| 15/05/2008 | Episodio 3  | 2.ª nominación y expulsión de Aritz.                            | 17.000       | 2,1%  |
| 22/05/2008 | Episodio 4  | 3.ª nominación y expulsión de Roberto.                          | 24.000       | 2,9%  |
| 29/05/2008 | Episodio 5  | 4.ª nominación, expulsión de Josu y abandonos de Aitor e Idoia. | 28.000       | 3,1%  |
| 05/06/2008 | Episodio 6  | 5.ª nominación y expulsión de Ibai.                             | 20.000       | 2,2%  |
| 12/06/2008 | Episodio 7  | 6.ª nominación y expulsión de Egoitz.                           | 25.000       | 2,9%  |
| 19/06/2008 | Episodio 8  | 7.ª nominación y expulsión de Olatz.                            | 20.000       | 2,3%  |
| 26/06/2008 | Episodio 9  | 8.ª nominación, expulsión de Amagoia y unificación de equipos.  | 21.000       | 2,2%  |
| 03/07/2008 | Episodio 10 | 9.ª nominación y expulsión de Eider.                            | 27.000       | 3,4%  |
| 10/07/2008 | Episodio 11 | 10.ª nominación y expulsión de Silwia.                          | 25.000       | 3,2%  |
| 17/07/2008 | Episodio 12 | 11.ª nominación y expulsión de Ainara.                          | 35.000       | 4,6%  |
| 24/07/2008 | Episodio 13 | 12.ª nominación y expulsión de Ziortza.                         | 18.000       | 3,3%  |
| 28/07/2008 | Episodio 14 | Final.                                                          | 26.000       | 3,4%  |